# Károly Kobulszky
Károly Kobulszky (ur. 27 września 1887 w Preszowie, zm. 31 grudnia 1970 w Budapeszcie) – węgierski dyskobol, uczestnik igrzysk olimpijskich.
Uczestniczył w rywalizacji na V Igrzyskach olimpijskich rozgrywanych w Sztokholmie w 1912. Startował tam w dwóch konkurencjach. W konkursie rzutu dyskiem uplasował się na dziewiątym miejscu. Rzucając dysk na odległość 38,15 metra osiągnął drugi najlepszy wynik wśród zawodników węgierskich. W rzucie dyskiem oburącz uplasował się na osiemnastym miejscu z łącznym wynikiem 59,48 metra.
Reprezentował barwy budapesztańskiego klubu BPTTSE.

## Rekordy życiowe
- Rzut dyskiem - 42,67 m (1921)